# Řečice, Žďár nad Sázavou
Řečice là một làng thuộc huyện Žďár nad Sázavou, vùng Vysočina, Cộng hòa Séc.